# Hueso hioides
El hueso hioides es un hueso impar, medio y simétrico, situado en la parte anterior del cuello, por debajo de la lengua y por encima del cartílago tiroides. Tiene forma de herradura, siendo convexo hacia delante. Su nombre proviene del griego antiguo ὑοειδής (hyoeidḗs), cuyo significado es que tiene forma de ípsilon (υ).
Entre sus funciones está la de facilitar los movimientos involucrados en el habla y la deglución. A diferencia de otros huesos, el hioides no se encuentra articulado mediante contacto directo con ningún otro hueso. Está suspendido por músculos y ligamentos que lo unen a la mandíbula, a la apófisis estiloides, al cartílago tiroides, al manubrio del esternón, a la escápula y al ligamento estilohioideo.

## Estructura
Está formado por tejido compacto, excepto en la base de las astas mayores, donde presenta una gran cantidad de tejido esponjoso.[cita requerida]
Se pueden distinguir en él tres porciones diferentes:
- Porción media o cuerpo
- Astas mayores
- Astas menores

### Cuerpo
Su cuerpo es aplanado de adelante hacia atrás y posee para su estudio dos caras, dos bordes y dos extremidades.
- Caras:
  - Cara anterior, marcadamente convexa, presentando una cresta transversal que la divide en dos porciones, una superior y otra inferior, las cuales, a su vez, se hallan subdivididas por una cresta vertical y mediana.
  - Cara posterior, se relaciona con la membrana tirohioidea por medio de la bolsa serosa de Boyer.
- Bordes:
  - En el borde superior se inserta la membrana hioglosa y los músculos hiogloso, geniogloso y geniohioideo.
  - En el borde inferior lo hacen los músculos tirohioideo, omohioideo y esternohioideo.
- Extremidades, sirven de unión para las astas, una grande y otra pequeña para cada lado.

### Astas mayores
Las astas mayores o astas tiroides se dirigen horizontalmente hacia fuera y atrás, describiendo una curva de concavidad posterior e interna. Aplanadas de arriba abajo, hemos de considerar en ellas las siguientes regiones:
1. Cara superior, en la cual se insertan el músculo hiogloso por dentro y el músculo constrictor faríngeo medio por fuera.
2. Cara inferior, que presta inserción a la músculo tirohioideo.
3. Borde interno, cóncavo.
4. Borde externo, convexo.
5. Extremo interno o base, soldado al cuerpo del hueso.
6. Extremo externo o vértice, dilatado y redondeado, para la inserción del ligamento tirohioideo lateral.

### Astas menores
Las astas menores o astas estiloides, situadas por dentro de las precedentes, sobresalen del borde superior del hueso. A la vez prolongadas y redondeadas, se parecen mucho a dos granos de cebada, dirigidos oblicuamente de abajo arriba, de dentro a fuera y de delante atrás. Se consideran en ellas:
1. Cuerpo, el cual va servir para prestar inserciones a varios músculos.
2. Base, implantada en el cuerpo del hueso a nivel del punto en que este se continúa con las astas mayores.
3. Vértice, en el que viene a terminar el ligamento estilohioideo.

## Inserciones musculares
El hioides presta inserción a doce músculos:
- Cuerpo
  - Cara anterior- Geniohioideo, milohioideo, hiogloso, digástrico, estilohioideo
  - Borde superior- Hiogloso, geniogloso, geniohioideo
  - Borde inferior- Esternocleidohioideo, omohioideo, tirohioideo
- Asta mayor- Digástrico, tirohioideo, constrictor medio de la faringe, hiogloso
- Asta menor- Geniogloso, estilohioideo, constrictor medio de la faringe, lingual inferior, lingual superior.

## Osificación
El hioides se desarrolla a la vez a expensas de los segundo y tercero arcos branquiales. Contribuyen a su formación seis puntos de osificación, a saber:
1. Dos para el cuerpo, que aparecen hacia el final de la vida intrauterina y se sueldan pronto en la línea media para formar un centro único.
2. Dos puntos para las astas mayores, que aparecen en la misma época.
3. Dos puntos para las astas menores, que aparecen mucho más tarde, cerca del final de la adolescencia.

## Desarrollo
El hioides se desarrolla en el embrión a partir del cartílago de Reichert, proveniente del segundo arco branquial. Este cartílago se divide en tres segmentos en el transcurso de su desarrollo:
- Segmento distal, que formará el asta menor del hueso hiodes.
- Segmento medio, que se transformará en ligamento estilohioideo.
- Segmento proximal, que se convierte en la apófisis estiloides.

Estos tres segmentos van a formar la cadena hioidea, y a esta se le va a añadir otro segmento proveniente del tercer arco branquial, el tirohioidal, que van a formar las astas mayores del hueso hiodes.

## Aparato hioideo
Algunas veces el segmento medio del cartílago de Reichert, en lugar de volverse fibroso, constituye una pieza ósea. De ello resulta la formación de un aparato en forma de herradura, cuyas dos extremidades se articulan con los temporales; en esto consiste el aparato hioideo.
Se compone a cada lado por cuatro piezas:
- Superior, también llamada epihioidal, estilohioidal, corresponde a la apófisis estiloides.
- Media o ceratohioidal, corresponde al ligamento estilohioidal y puede ser completamente ósea o mitad ósea y mitad ligamentosa.
- Inferior o hipohioidal, apohioidal, corresponde a las astas menores del hueso hioides.
- Basilar o basihioidal, que constituye el cuerpo del hioides y completa el arco hioideo.

## Fractura
Debido a su posición, el hueso hioides no suele tender a fracturarse. En casos de muerte dudosa, un hioides fracturado es un fuerte indicio de estrangulación o de un suicidio por ahorcamiento. [cita requerida]

## Imágenes adicionales

Posición del hueso hioides (en rojo).
Forma del hueso hiodes.
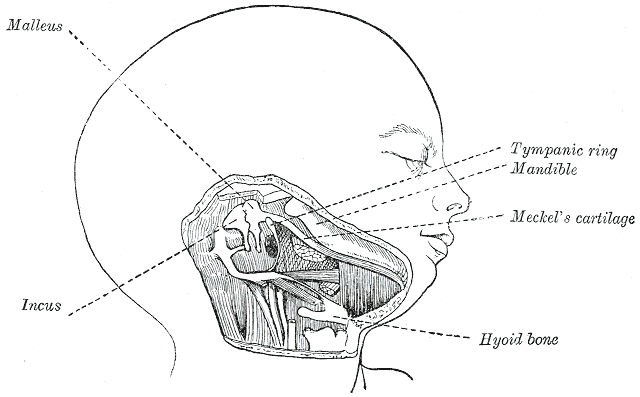
Cabeza y cuello de un feto humano de 18 semanas con cartílago de Meckel y hueso hioides.
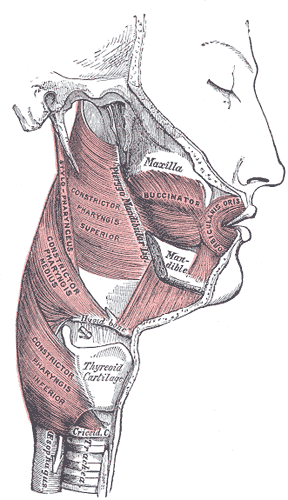
Músculos de faringe y cuello.
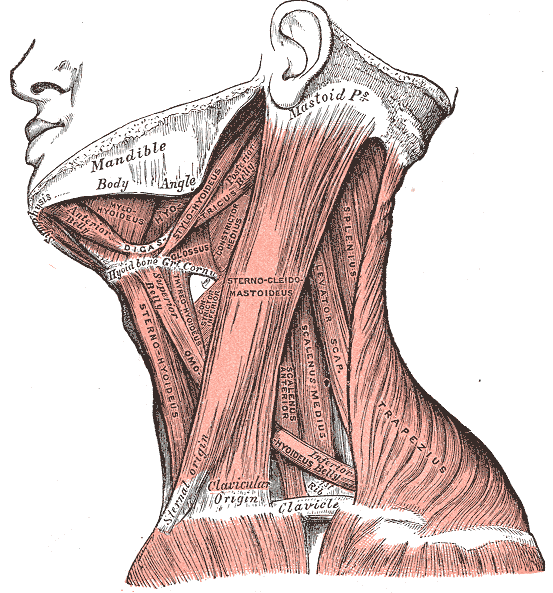
Visión lateral de los músculos del cuello.
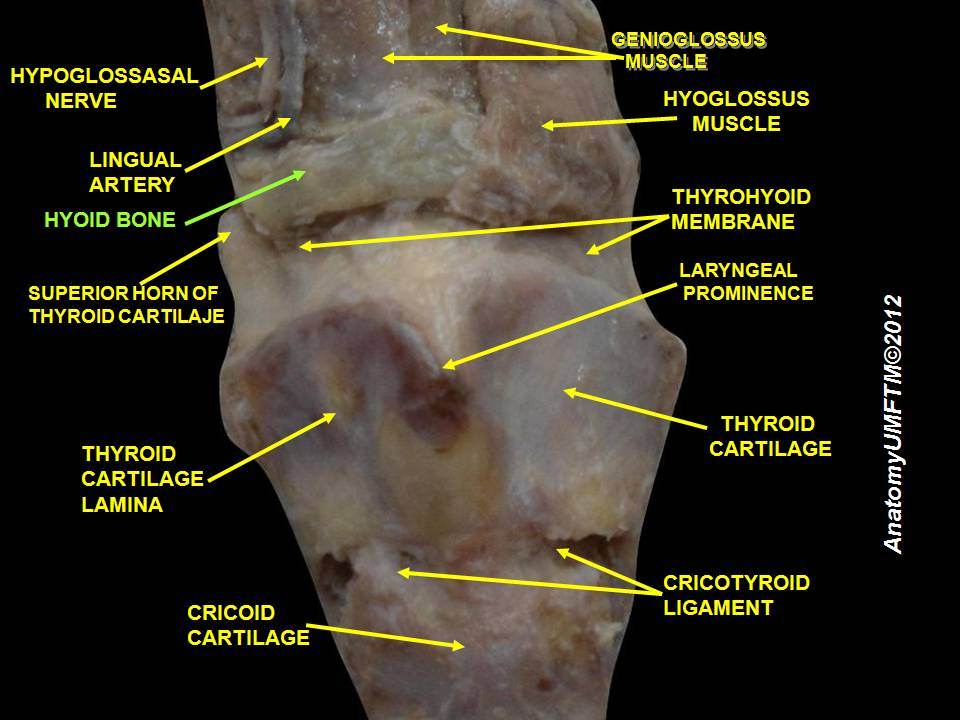
Hueso hiodes
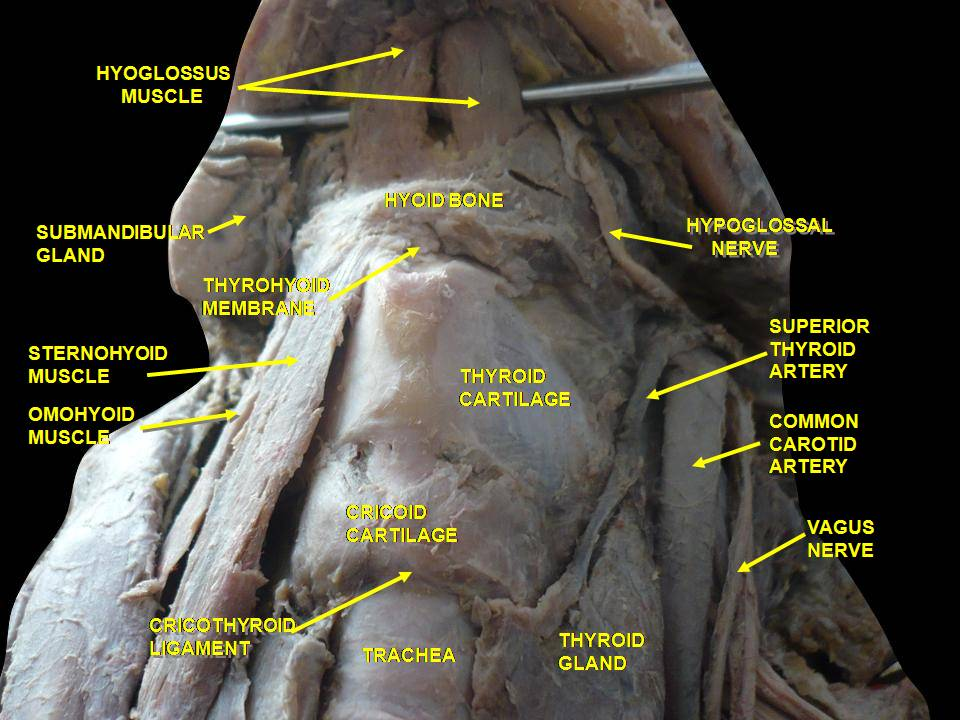
Vista anterior de los músculos, nervios y arterias del cuello.